# Asien-Pazifik-Ausschuss der Deutschen Wirtschaft
Der Asien-Pazifik-Ausschuss der Deutschen Wirtschaft (APA) ist eine Interessenvertretung deutscher Unternehmen für die Förderung von Handel und Investitionen zwischen Asien und Deutschland in beide Richtungen.

## Geschichte und Organisation
Der APA wurde im Jahr 1993 von führenden Vertretern der deutschen Industrie mit dem Ziel gegründet, „den Vorsprung von Unternehmen aus wichtigen Konkurrenzländern beim Asien-Engagement wettzumachen“. Als Vordenker des APA gilt Berthold Leibinger, der im April 1992 auf der 4. Asien-Pazifik-Konferenz in Seoul die Gründung einer Asien-Initiative der deutschen Wirtschaft angeregt hat. Das Jahr 1993 war geprägt von Aufbruchstimmung mit Blick auf Asien. Von 18. Februar bis 3. März 1993 führte der damalige Bundeskanzler Helmut Kohl eine Reise mit großer Wirtschaftsdelegation nach Indien, Singapur, Indonesien, Japan und Südkorea an. Unmittelbar nach der Reise wurden die Eckpunkte des ersten Asien-Konzepts der Bundesregierung erarbeitet, das formal am 25. Oktober 1993 als Bundestagsdrucksache veröffentlicht wurde. Parallel wurde die Gründung des APA vorbereitet. Treiber waren der BDI, der OAV, der damalige DIHT und die deutschen Auslandshandelskammern in Asien-Pazifik. Unterstützung erfuhr die Gründung insbesondere vom damaligen OAV-Vorsitzenden Edgar Nordmann und vom damaligen BDI-Präsidenten Tyll Necker. Am 11. Mai 1993 fand mit Helmut Kohl im Kanzlerbungalow in Bonn eine Nachbesprechung zur Reise vom Februar/März statt, in der Kohl den damaligen Vorstandsvorsitzenden der Siemens AG, Heinrich von Pierer, bat, den Vorsitz des APA zu übernehmen. Die APA-Gründung erfolgte dann am 24. September 1993 im BDI in Köln. Die Träger des Ausschusses waren zunächst BDI, DIHK und OAV. 1999 kamen als weitere Träger BGA und BdB hinzu.
Gründungsvorsitzender war der damalige Vorstandsvorsitzende der Siemens AG Heinrich von Pierer. Weitere APA-Vorsitzende waren der damalige Vorstandsvorsitzende der BASF AG Jürgen Hambrecht (Juli 2006 bis Juli 2010), der damalige Vorstandsvorsitzende der Siemens AG, Peter Löscher (Juli 2010 bis Februar 2014), der damalige Vorsitzende der Geschäftsführung von Voith, Hubert Lienhard (Februar 2014 bis Februar 2019) und der damalige Vorstandsvorsitzende der Siemens AG, Joe Kaeser (Februar 2019 bis Oktober 2021). APA-Vorsitzender ist seit Oktober 2021 Roland Busch, Vorstandsvorsitzender der Siemens AG. Der Gründungs-Geschäftsführung gehörten F. Stefan Winter (BDI), Hans-Bernd Giesler (OAV), Liesel Quambusch (DIHT), Jürgen Oberg (Siemens) und Jürgen Franzen als APA-Koordinator Asien an. Sprecher der APA-Geschäftsführung ist seit Januar 2003 Friedolin Strack (BDI).
Seit 1994 veranstaltet der APA in Zusammenarbeit mit dem BMWK und den AHKs in Asien-Pazifik alle zwei Jahre die Asien-Pazifik-Konferenz der deutschen Wirtschaft.